# European Union for Bird Ringing
European Union for Bird Ringing (EURING) (również Europejska Unia Obrączkowania Ptaków) – federacja europejskich organizacji i instytucji zajmujących się obrączkowaniem ptaków, łącząca badania nad migracjami ptaków z działaniami na rzecz ochrony przyrody.
EURING powołano do życia w 1963 roku na konferencji w Paryżu. Przewodniczącym EURING w kadencji 2019–2025 jest Stephen Baillie z British Trust for Ornithology, w którego siedzibie w Thetford w hrabstwie Norfolk w Wielkiej Brytanii mieści się centralna baza danych EURING (EURING Data Bank, EDB), utworzona w 1977 roku i zawierająca dane na temat ptaków obrączkowanych na terenie Europy.
W działalność EURING zaangażowani byli polscy ornitolodzy Władysław Rydzewski, współtwórca organizacji, oraz Przemysław Busse, współtwórca międzynarodowego systemu kodowania wiadomości powrotnych stosowanego przez EURING. Polskie ośrodki obrączkowania współpracują z EURING od 1970 roku.